# Jean Tardieu
Jean Tardieu (Saint-Germain-de-Joux, 1º novembre 1903 – Créteil, 27 gennaio 1995) è stato un artista, poeta e drammaturgo francese.

## Biografia
Poeta e drammaturgo francese, figlio del pittore Victor Tardieu (1870-1937) e di Caroline Luigino, arpista, passa le estati dell'infanzia e dell'adolescenza a Orliénas e gli inverni a Parigi, dove frequenta il Liceo Condorcet e nel 1923 diviene amico di Jacques Heurgon. Pubblica nel 1927 i primi testi sulla "Nouvelle Revue Française".
Ha lavorato ai Musées Nationaux, poi presso Hachette e, dopo la guerra, alla radio francese.
Dopo gli esordi di Accents (1939) e Les dieux étouffés (1946), la sua poesia si è andata orientando verso un gioco linguistico demistificante, sostenuto da un umorismo non lontano da quello di Raymond Queneau, in opere quali Monsieur Monsieur (1951); L'espace de la flûte (1958); Le fleuve caché. Poésies 1938-1961 (1968, trad. it. 1971); Formeries, (1976); Margeries. Poèmes inédits 1910-1985 (1986); Poèmes à voir (1990).
Nel 1982 ha ricevuto il Grand prix de poésie de l'Académie française, nel 1986 il Grand prix de littérature della Société des gens de lettres e nel 1993 il Grand Prix national des lettres.
La sua produzione teatrale è caratterizzata da un'estrema economia di parole e di gesti e da un umorismo rarefatto e inconsueto, che la apparentano al teatro dell'assurdo; costituita per lo più da atti unici e monologhi, essa è riunita nei volumi Théâtre de chambre (1955; trad. it. 1961), Poèmes à jouer (1960), Une soirée en Provence ou le mot et le cri (1975) e La cité sans sommeil et autres textes (1984). Traduttore (da Goethe, Hölderlin, ecc.), Tardieu ha riunito alcuni dei suoi saggi in Le Miroir ébloui (1993). Tra le traduzioni italiane si ricordano le sillogi Teatro (Einaudi, 1976), L'inesprimibile silenzio. Formeries e altre poesie (Bulzoni, 1980) e Diffidate dalle parole (Lemma Press, 2015).
Dal 1980 al 1995, anno in cui è scomparso a 92 anni, ha abitato a Gerberoy.

## Opere

### Raccolte
- Œuvres, Gallimard "Quarto", 2003
- Le ciel a eu le temps de changer, correspondance 1922-1944, con Jacques Heurgon, 2004

### Poesie nelle edizioni Gallimard
- Accents, 1939
- Le Témoin invisible, 1943
- Jours pétrifiés, 1947
- Monsieur, Monsieur, poèmes humoristiques, 1951
- Une voix sans personne, 1954
- Choix de poèmes 1924-1954, 1961
- Histoires obscures, 1961
- Le Fleuve caché, 1968, trad. di Luciano De Maria, Il fiume nascosto, Parma: Guanda, 1971
- La Part de l'ombre (choix de proses), 1972
- Formeries, 1976 (Prix des Critiques)
- Comme ceci, comme cela, 1979
- Margeries, poèmes inédits 1910-1985, 1986
- L'Accent grave et l'accent aigu (riprende Formeries, Comme ceci comme cela, Les Tours de Trébizonde), 1986
- Poèmes à voir, 1986

### Prose edizioni Gallimard
- Figures, poèmes en prose
- La Première Personne du singulier
- Pages d'écriture
- Les Portes de toile
- Le Professeur Froeppel
- Les Tours de Trébizonde
- On vient chercher Monsieur Jean, 1990
- Le Miroir ébloui
- Lettre de Hanoï
- L'Amateur de théâtre

### Teatro edizioni Gallimard
- Un geste pour un autre
- Théâtre de chambre, trad. Teatro da camera, Firenze: Sansoni, 1955
- Poèmes à jouer
- Une soirée en Provence ou Le Mot et le cri
- La Cité sans sommeil
- La Comédie du langage, suivi de La Triple Mort du client, 1987
- La Comédie de la comédie (ou "Oswald et Zénaïde", ou "Les Apartés", 1966
- La Comédie du drame
- La Sonate et les trois messieurs ou Comment parler musique
- Finissez vos phrases
- Il y avait foule au manoir

### Edizioni illustrate Gallimard
- Jours pétrifiés, poèmes avec six pointes sèches de Roger Vieillard
- L'Espace et la flûte, poèmes, variations sur douze dessins de Pablo Picasso
- Conversation-sinfonietta, essai d'orchestration typographique par Robert Massin

### Libri illustrati per ragazzi Gallimard
- Il était une fois, deux fois, trois fois... ou la table de multiplication mise en vers, illustrazioni di Élie Lascaux

### Presso altri editori
- Le Fleuve caché (Jacques Schiffrin)
- Poèmes (Le Seuil)
- Les Dieux étouffés (Seghers)
- Bazaine, Estève, Lapicque, in collaborazione con André Frénaud e Jean lescure (éd. Louis Carré)
- Le Démon de l'irréalité (Ides et calendes)
- Charles d'Orléans (PUF).
- Le Farouche à quatre feuilles, in collaborazione con André Breton, Lise Deharme e Julien Gracq (Grasset)
- De la peinture abstraite (Mermod)
- Jacques Villon, préface pour le catalogue d'exposition (Louis Carré.
- Hans Hartung (Hazan)
- Hollande (Maeght)
- C'est-à-dire (éd. Georges Richar)
- Déserts plissés, poèmes sur des frottages de Max Ernst (Bölliger)
- Obscurité du jour (Skira) (Prix des Critiques)
- Un monde ignoré, poèmes sur des photographies de Hans Hartung (Skira)
- Le Parquet se soulève (Brunidor-Apeïros)
- L'Ombre la branche (Adrien Maeght)
- Des idées et des ombres (Éditions R.L.D.)
- Un Lot de joyeuses affiches (R.L.D.)
- Carta Canta (chez Lydie et Robert Dutroux)
- Causeries devant la fenêtre, conversazione con Jean-Pierre Vallotton (PAP)
- Conversation (poésie)